# Elio-3
L'elio-3 (3He o He-3) è il primo dei due isotopi stabili dell'elemento elio, composto da tre nucleoni: due protoni e un neutrone. È il «nucleo specchio» del trizio (3H), oltre che suo isobaro, con i protoni scambiati con i neutroni, e per questo i due nuclei hanno energie di legame molto simili.
Questo isotopo rappresenta solo lo 0,02% dell'elemento elio, che per il restante è formato dall'isotopo 4He, ed è un nuclide molto raro sulla Terra e nell'Universo. Inoltre, 3He è il solo nuclide stabile tra gli elementi che assieme all'isotopo 1H dell'idrogeno (99,986%) ha più protoni che neutroni.
A differenza dell'isotopo  4He, il cui nucleo è privo di spin ed è un bosone, quello dell'elio-3 è dotato di momento angolare ed ha spin 1/2, come il prozio e il trizio, e pertanto è un fermione ed è un nucleo potenzialmente attivo nella RMN.
La massa dell'isotopo elio-3 è pari a 3,0160293 u. L'elio-3 liquido bolle a 3,19 K e quindi è leggermente più volatile dell'elio-4 (4,23 K) ed anche le temperature critiche mostrano andamento analogo: Tcr(3He) = 3,35 K, Tcr(4He) = 5,2 K. Inoltre, la densità del liquido al punto di ebollizione (P = 1 atm) è meno della metà: 59 g/L per l'elio-3, contro 125 g/L per l'elio-4. Anche le entalpie di vaporizzazione seguono questa tendenza: 0,026 kJ/mol per l'elio-3 e 0,0829 kJ/mol per l'elio-4.
Si ritiene che l'elio-3 sia più diffuso sulla Luna, nello strato superiore delle rocce regolitiche, nelle quali è stato occluso dall'impatto del vento solare nel corso di miliardi di anni. L'elio-3 si ritiene costituisca le rocce lunari in quantità di 0,01 parti per milione, mentre 28 parti per milione sono di 4He. Si crede che la sua abbondanza sia maggiore nei giganti gassosi del sistema solare (residui dell'antica nebulosa solare).
Costituisce un potenziale candidato futuro come fonte di energia civile, per reattori a fusione nucleare di seconda generazione. A differenza di altre reazioni di fusione nucleare, la fusione nucleare degli atomi di elio-3 rilascia circa la stessa quantità di energia della fusione standard trizio-deuterio, ma non rilascia un neutrone (fusione aneutronica). Potenzialmente farebbe quindi diventare meno radioattivo il materiale circostante rispetto alla fusione del trizio.
Tuttavia, le temperature richieste dalla fusione dell'elio-3 sono molto più alte rispetto alla reazione di fusione del trizio e probabilmente il processo può provocare inevitabilmente altre reazioni nucleari che possono rendere radioattivo il materiale circostante.
L'elio-3 ha attualmente due principali utilizzi: rivelazione dei neutroni e criogenia.

## Storia
La sua esistenza è stata ipotizzata per la prima volta nel 1934 dal fisico australiano Mark Oliphant nel Laboratorio Cavendish della Cambridge University. È stato osservato e isolato per la prima volta al Lawrence Berkeley National Laboratory nel 1939 da Luis Walter Álvarez e da Robert Cornog.

## Produzione dal decadimento del trizio
Il nuclide 31He ha un'energia di legame per nucleone pari a 2,572681 MeV, un valore minore di quella dell'isobaro 32H, (2,827266 MeV), che quindi è un nuclide più fortemente legato di quello dell'elio-3. Nonostante questo, avendo il trizio una massa (3,01604927767 u) leggermente superiore a quella del suo isobaro 32He (3,01602931914 u), il suo decadimento per dare quest'ultimo (decadimento β−) risulta favorito e si completa con emissione di un elettrone veloce (radiazione beta) e un antineutrino elettronico. In tal modo l'atomo di trizio si trasforma quindi in uno ione positivo di elio-3, un elione:
31H   →   32He+ + e− + νe
L'energia emessa in questo decadimento è pari a 18,591 keV e viene ripartita come energia cinetica tra il nucleo di elio-3 (in minima parte, trascurabile), l'elettrone e l'antineutrino emessi. L'energia massima dell'elettrone emesso è quella del decadimento (Emax ≈ 18,6 keV), mentre l'energia media è di ~5,7 keV. L'emivita è pari a 12,52 anni, che corrisponde ad una vita media di 17,77 anni.
Dato che il decadimento trasforma un neutrone di 3H in un protone in 3He, e dato che entrambi i nuclei hanno lo stesso spin (1/2+), questo decadimento è di tipo super permesso, come quello del neutrone libero.

## Rivelazione di neutroni
L'elio-3 è un isotopo importante anche per la costruzione di impianti per il rivelazione di neutroni. Possiede elevata sezione di assorbimento per i neutroni lenti (neutroni termici) e viene usato come gas di conversione nei rilevatori. I neutroni sono convertiti in nuclei di trizio (T, 3H) e protoni (p, 1H+) secondo la reazione:
n + 3He → 3H + 1H + 0,764 MeV
Questi prodotti sono particelle cariche e come tali vengono rivelati a mezzo di un contatore proporzionale o un contatore Geiger.
Inoltre, il processo di assorbimento dipende molto dallo spin, cosa che permette ad un volume di elio-3 polarizzato di lasciar passare i neutroni con un dato spin e di assorbire gli altri. Questo effetto viene usato per l'analisi della polarizzazione dei neutroni, una tecnica di analisi delle proprietà magnetiche della materia.

## Criogenia

Diagramma di fase dell'elio-3 a bassa temperatura.

I refrigeratori a diluizione usano una miscela di elio-3 ed elio-4 per raggiungere temperature criogeniche nell'ordine del millesimo di kelvin.
Una proprietà importante dell'elio-3, che lo differenzia dal più comune elio-4, è che il suo nucleo è un fermione, poiché contiene un numero dispari di particelle con spin semintero pari a 1⁄2. I nuclei dell'elio-4 sono bosoni, poiché contengono un numero pari di particelle con spin 1⁄2. Questa è una diretta conseguenza delle regole di somma del momento angolare totale. A bassa temperatura, circa 2,17 K, l'elio-4 ha una transizione di fase diventando un superfluido che è con buona approssimazione un Condensato di Bose-Einstein. Questo non accade per gli atomi di elio-3, che sono fermioni. Per molto tempo si è previsto che a temperatura sufficientemente bassa, anche gli atomi di elio-3 formassero delle coppie analoghe alle coppie di Cooper della teoria BCS della superconduttività. Ogni coppia di Cooper avendo spin intero, può essere considerato un bosone. Durante gli anni settanta, David Morris Lee, Douglas Osheroff e Robert Coleman Richardson hanno trovato due fasi superfluide dell'elio-3. La transizione a superfluido avviene a 2,491 mK sulla curva di liquefazione. Per questa scoperta hanno ricevuto il Premio Nobel per la fisica nel 1996. Anthony James Leggett ha vinto il medesimo premio nel 2003 per il suo lavoro nella comprensione dettagliata della fase superfluida dell'elio-3.
In campo magnetico nullo, vi sono due distinte fase dell'elio-3, la fase A e la fase B, vedi figura. La fase B è la fase a più bassa temperatura e pressione che ha un gap di energia isotropa. La fase A è a più alta temperatura e pressione, e in presenza di un campo magnetico viene stabilizzata: il gap non è simmetrico, avendo due nodi. La presenza di due fasi è la chiara indicazione che l'elio-3 è un superfluido non convenzionale, infatti la presenza di due fasi richiede un'ulteriore rottura di simmetria, oltre alla rottura della simmetria di gauge. Infatti è un superfluido di onda-p con spin S=1 e momento angolare  L=1.

### Effetto Pomerantschuk
Nel 1950 Isaak Pomerančuk propose che l'elio-3 potesse essere raffreddato comprimendolo. Solo 15 anni dopo, quando vi era abbastanza elio-3, fu dimostrato che il metodo era possibile. Un criostato più raffinato basato su tale principio fu utilizzato per trovare la superfluidità dell'elio-3.
La ragione di questo strano comportamento dell'elio-3 è che mentre l'elio-3 liquido si comporta come un liquido di Fermi, cioè è simile agli elettroni liberi di un metallo, e quindi ha un'entropia che diminuisce linearmente con la temperatura. Al contrario la fase solida ha un'entropia praticamente costante che è quella di un insieme disordinato di particelle di spin 1/2 poco interagenti. A temperatura maggiore i modi fononici diventano più importanti in quanto la temperatura di Debye è circa 30 K, ma qui si sta parlando della regione al di sotto di 0,5 K.
Per questa ragione a temperatura inferiore a 0,31 K la fase solida ha un'entropia maggiore di quella liquida e quindi nella trasformazione di fase da liquido a solido, viene assorbito calore. Il calore latente di solidificazione è circa 0,4 J per mole a 0,1 K: è una quantità notevole per le temperature in gioco.
Attualmente per raggiungere temperature così basse si preferisce usare la demagnetizzazione nucleare che è una tecnica più semplice e che permette di raggiungere temperature ancora più basse, ma per circa 30 anni l'effetto Pomerančuk è stato utilizzato in molti laboratori.

## Reazioni di fusione
| Reagenti                            |   | Prodotti   | Energia rilasciata |
| ----------------------------------- | - | ---------- | ------------------ |
| Combustibili di prima generazione   |   |            |                    |
| 21H + 21H                           | → | 32He + 10n | 3,268 MeV          |
| 21H + 21H                           | → | 31H + 1p   | 4,032 MeV          |
| 21H + 31H                           | → | 42He + 10n | 17,571 MeV         |
| Combustibili di seconda generazione |   |            |                    |
| 21H + 32He                          | → | 42He + 1p  | 18,354 MeV         |
| Combustibili di terza generazione   |   |            |                    |
| 32He + 32He                         | → | 42He+ 21p  | 12,86 MeV          |

Alcuni processi di fusione producono neutroni ad alta energia che rendono radioattivi i componenti che vengono colpiti dal loro bombardamento, per cui la creazione di energia deve avvenire tramite calore.
Il vantaggio della fusione dell'elio-3 col deuterio deriva dalla natura della sua reazione: di per sé non è radioattivo e l'unico protone ad alta energia creato nella reazione può facilmente essere controllato con campi magnetici ed elettrici.
Tuttavia, dato che entrambi i reagenti devono essere mischiati insieme per raggiungere la fusione, potrebbero avvenire delle reazioni collaterali (21H + 21H e 32He+ 32He), la prima delle quali non è aneutronica. Quindi ci sarebbe comunque un flusso neutronico, anche se molto inferiore a quello delle reazioni deuterio-trizio. L'utilizzo dei nuovi magneti superconduttori ad alta temperatura potrebbe fare rivalutare questa tecnologia, anche se rimangono i problemi di approvvigionamento dell'elio-3.
Inoltre, per via dell'alta barriera di Coulomb, le temperature necessarie per la fusione di 21H + 32He sono circa 3,3 volte più alte di quelle della fusione convenzionale 21H + 31H.
La quantità di elio-3 non è attualmente sufficiente per rimpiazzare i combustibili fossili tradizionali. 
La quantità totale di energia prodotta con la reazione 3He + 21H+ è di 18,4 MeV, che corrisponde a circa 493 MWh (4,93×108 Wh) per ogni tre grammi di 3He (una mole).
Se anche quella quantità di energia potesse essere convertita con un'efficienza del 100%, impossibile dal punto di vista pratico, corrisponderebbe a solo 30 minuti di attività di una normale centrale elettrica da 1 GW; per sostituire la produzione annuale di una centrale simile servirebbero 17,5 kg di isotopi; tuttavia ad oggi, l'efficienza di conversione tra la centrale elettrica e la rete elettrica commerciale è di circa il 30%, per cui sarebbero necessari oltre 50 kg di elio all'anno per rimpiazzare una sola centrale.
Poiché secondo la Energy Information Administration degli Stati Uniti, l'energia consumata per il solo uso domestico negli Stati Uniti ammontava nel 2001 a 1 140 miliardi di chilowattora, (1,114×1015 Wh), servirebbero 6,7 t di elio-3 con un ipotetico 100% di efficienza, oppure 20 tonnellate all'anno con una conversione più realistica.

## Produzione
L'elio-3 è molto raro e non viene in genere trovato in depositi naturali. Per questo viene prodotto artificialmente. L'elio-3 è un sottoprodotto del decadimento nucleare del trizio che può essere prodotto bombardando con neutroni litio, boro o azoto.
Attualmente una parte delle scorte di elio-3 derivano dallo smantellamento delle armi nucleari, in cui si è accumulato col tempo; circa 150 chilogrammi di elio-3 sono stati ottenuti dal decadimento della produzione statunitense di trizio a partire dal 1955, che veniva realizzato principalmente per le testate nucleari.
La produzione e stoccaggio di grandi quantità di trizio è un processo antieconomico, poiché servono circa 18 tonnellate di trizio per produrre una tonnellata di elio-3 in un anno di tempo (N γ = N t½ / (ln2)).
Unire trizio e litio-6 consuma i neutroni, mentre unirlo con litio-7 produce un neutrone a bassa energia come rimpiazzo per il neutrone consumato. Questi processi, per essere svolti sulla Terra, richiedono però un flusso di neutroni ad alta energia.

## Imaging dei polmoni
L'elio-3 polarizzato può essere prodotto direttamente con laser ad alta potenza. Il gas magnetizzato può essere poi contenuto in cilindri di metallo dotati di una pellicola protettiva di cesio a pressioni di 10 atmosfere per un tempo che può arrivare fino a 100 ore. Se il gas viene inalato, è possibile ottenere delle immagini tramite risonanza magnetica che danno un'analisi filmata in tempo reale del funzionamento dei polmoni. È una tecnica sperimentale ancora in via di sviluppo.

## La presenza sulla Terra
3He è una sostanza primordiale del mantello terrestre, che si pensa sia stata intrappolata nel suolo durante la formazione del pianeta. Il rapporto tra 3He e 4He nella crosta e nel mantello terrestri è in genere basso (inferiore ad esempio a quello della corona solare), per via dell'aumento di 4He dovuto a decadimento.
L'elio-3 è presente nel mantello con un rapporto di 200-300 parti di 3He per un milione di parti di 4He.
È presente anche nell'atmosfera, in misura minore. L'elio-3 costituisce lo 0,000138% dell'elio naturale, con 5,2 parti di elio-3 per milione di parti di elio. Si stima che vi siano 35 000 tonnellate di elio-3 nell'atmosfera.
L'elio-3 prodotto nella terra deriva da tre fonti: la spallazione nucleare del litio, i raggi cosmici e il decadimento del trizio (3H). Il contributo dei raggi cosmici è insignificante, salvo che nelle regoliti più antiche, e la spallazione contribuisce in misura minima, inferiore alla produzione di 4He tramite emissioni di particelle alfa.
La quantità totale di elio-3 nel mantello è stimata tra 100 000 e un milione di tonnellate, ma non è direttamente accessibile. Filtra lentamente da vulcani sotterranei, come quelli delle Hawaii, e solo 300 grammi di elio-3 entrano nell'atmosfera ogni anno dal fondale hawaiano. Altri 3 kg provengono dalle dorsali oceaniche. Intorno alle zone di subduzione vi sono depositi di elio-3 misti a gas naturale, dove si stima vi siano fino a 25 000 tonnellate di materiale.
Le fonti crostali di gas naturale potrebbero assommare a mezza tonnellata di elio-3 in totale e altre 4 tonnellate potrebbero trovarsi nelle particelle di polvere interplanetaria sui fondali oceanici. Estrarre elio-3 da queste fonti consuma più energia di quella fornita: anche dalle fonti più efficienti, l'energia consumata è dieci volte quella restituita dalla fusione.

## Fonti extraterrestri
Sulla Luna le rocce regolitiche costituiscono una ricca fonte di elio-3. All'inizio del XXI secolo molti stati hanno annunciato di aver rilanciato l'esplorazione lunare per sfruttare le risorse del satellite. La quantità esatta di elio-3 depositato dal vento solare nelle rocce non è nota e potrebbe non essere comunque redditizio estrarlo.
Nel gennaio 2006 la compagnia spaziale russa RKK Ėnergija ha annunciato di prevedere di poter estrarre elio-3 dalla Luna entro il 2020.
Ouyang Ziyuan, capo del Programma Chang'e (Chang'e 1, Chang'e 2 e Chang'e 3) per l'esplorazione della Luna, ha affermato in passato che uno dei principali obiettivi del programma è ottenere una fonte di elio-3 da cui trarre il combustibile per la generazione di energia, che verrà trasportato sulla terra da appositi shuttle ogni tre anni.
È stato proposto anche di prelevare l'elio-3 da giganti gassosi. La British Interplanetary Society varò un ipotetico Progetto Daedalus per una sonda interstellare, che dovrebbe utilizzare come combustibile una miscela di deuterio/elio-3, quest'ultimo raccolto dall'atmosfera di Giove.